# درندگان (فیلم ۲۰۰۹)
«درندگان» (انگلیسی: Prey (2009 film)) فیلمی در ژانر ترسناک است که در سال ۲۰۰۹ منتشر شد. از بازیگران آن می‌توان به جسی جانسون، ناتالی واکر، و نیکولاس بل اشاره کرد.